# Giovanni Bonifacio
Giovanni Bonifacio (Rovigo, 6 settembre 1547 – Padova, 23 giugno 1635) è stato uno scrittore, giurista e storiografo italiano della Repubblica di Venezia.

## Biografia
Nato da famiglia nobile a Rovigo nel 1547, studiò prima letteratura sotto il concittadino Antonio Riccoboni, poi giurisprudenza per cinque anni laureandosi nel 1573 presso l'Università di Padova. Rientrato a Rovigo, esercitò la professione di avvocato per alcuni anni, dedicandosi poi per circa quarant'anni a quella di giudice collegiale, in vari ruoli ("assessore", "vicario", "giudice del maleficio") e in diverse città della Repubblica di Venezia: a Bergamo (1593-94), a Belluno (1594-1595), a Feltre (1595-1597), a Padova, Verona, Brescia e Vicenza. Nel frattempo si trasferì a Treviso sposando nel 1575 una ricca ereditiera; si sposò una seconda volta nel 1610 con una vedova padovana, stabilendosi a Padova fino al 1624, anno in cui si ritirò in pensione a Rovigo godendo di rendite e dell'eredità della prima moglie, spostandosi nuovamente nel 1632 a Padova dove morì tre anni dopo, nel 1635.
In campo letterario fece il suo esordio nella città natale nel 1572 con una favola comica in cinque atti, la Sopherotomania (pubblicata a Vicenza nel 1622). La sua successiva produzione comprende vari esperimenti teatrali: la favola pastorale Montano (Vicenza 1622), la tragicommedia Raimondo (Rovigo 1628), la tragedia Nicasio (Rovigo 1629), ma il genere più congeniale a Bonifacio era ritenuto il discorso celebrativo.
Scrisse nel 1604 un breve trattato sulla sua professione di giudice collegiale, L'Assessore (pubblicato a Rovigo nel 1627), in cui faceva anche riferimento alla pratica della tortura, deprecandola come strumento altamente inaffidabile ma consigliandone l'uso in alcuni casi. Scrisse varie altre opere di tema giuridico di maggiore dimensione: il Liber de furtis (6 edizioni a partire dal 1591; ristampato a Vicenza nel 1599) in latino; in italiano scrisse il Commentario (Rovigo 1624; ristampato a Venezia nel 1694 e 1844), nel quale trattava il diritto feudale; Il Metodo delle leggi della Serenissima Repubblica di Venezia (Rovigo 1625) è un compendio della legislazione veneta.
La sua opera fondamentale è però di tipo storiografico, la Historia Trivigiana dalle origini al 1591, scritta nel corso di un decennio e pubblicata a Treviso nel 1591 (ristampata a Venezia nel 1744), che gli fruttò ai suoi tempi la fama di uomo dotto e vari riconoscimenti. Bonifacio fu membro dell'Accademia dei Solleciti a Treviso dal 1588, dell'Accademia Veneziana a Venezia dal 1592, di quella dei Fecondi a Padova dal 1604 e dei Filarmonici a Verona dal 1614.
Tra le sue altre opere L'Arte de' Cenni (1616) in cui esamina il linguaggio non verbale individuando oltre 600 modi diversi di espressione corporea. La repubblica delle api (1627) è un racconto fantastico-utopico dedicato a Urbano VIII, citato, assieme ad altre utopie rinascimentali, come uno dei primi esempi di "protofantascienza" italiana.

## Opere

### Opere teatrali
- Sopherotomania, 1572 (pubbl. Vicenza, 1622), commedia in cinque atti
- Montano, Vicenza 1622, favola pastorale
- Raimondo, Rovigo 1628, tragicommedia
- Nicasio, Rovigo 1629, tragedia

### Opere giuridiche
- Liber de furtis...,in quo universa materia contrectationum diligenter examinatur, complures venetae leges commemorantur, quid in praxi sit observandum demonstratur, Mazzucchelli, 1591 (6 edizioni; rist. Vicenza 1599)
- Commentario, Rovigo 1624 (rist. Venezia 1694 e 1844)
- Il Metodo delle leggi della Serenissima Repubblica di Venezia, Rovigo 1625
- L'Assessore, Rovigo, 1627

### Opere storiografiche
- Historia Trivigiana, Treviso, 1591 (rist. Venezia, 1744)

### Altre opere
- L'Arte de' Cenni, Vicenza 1616
- L'Ercole. Dialogo, intorno ai nomi, che alli figliuoli si devono imponere, Rovigo 1624
- La repubblica delle api... con la quale si dimostra il modo di ben formare un nuovo governo democratico, Rovigo 1627 (Testo originale)
- L'arti liberali et mecaniche, come siano state da gli animali irrationali a gli huomini dimostrate, Rovigo 1628
- De epitaphiis componendis, Rovigo 1629